# Union Internationale des Fédérations des Amateurs de Billard
Die Union Internationale des Fédérations des Amateurs de Billard (UIFAB) war ein französischer Weltverband für Amateurspieler im Karambolage. Er war entstanden aus den Vorgängern Fédération des Sociétés Françaises des Amateurs de Billard  (FSFAB), Fédération Française de Billard (FFB), Fédération Française des Amateurs de Billard (FFAB) und der Fédération Internationale des Amateurs de Billard (FIAB).

## Geschichte

### 1903 bis 1923
Die beiden Franzosen Frantz Reichel, eigentlich François-Étienne Obus Reichel, wurde aber als Elsassstämmiger in den französischen Medien nur „Frantz“ genannt, und Théodore Vienne initiierten 1903 die erste Amateurweltmeisterschaft im Cadre 35/2. Da es in Europa noch keinen Verband gab, gründeten sie am Abend nach Beendigung der WM am 22. März 1903 die „Fédération des Sociétés Françaises des Amateurs de Billard“ (FSFAB). Präsident wurde Raymond de Drée (in den französischen Medien nur „Comte de Drée“ genannt), Reichel wurde Generalsekretär, Vienne und einige engagierte Spieler der WM gehörten ebenfalls zu den Gründungsmitgliedern und dem Vorstand an.

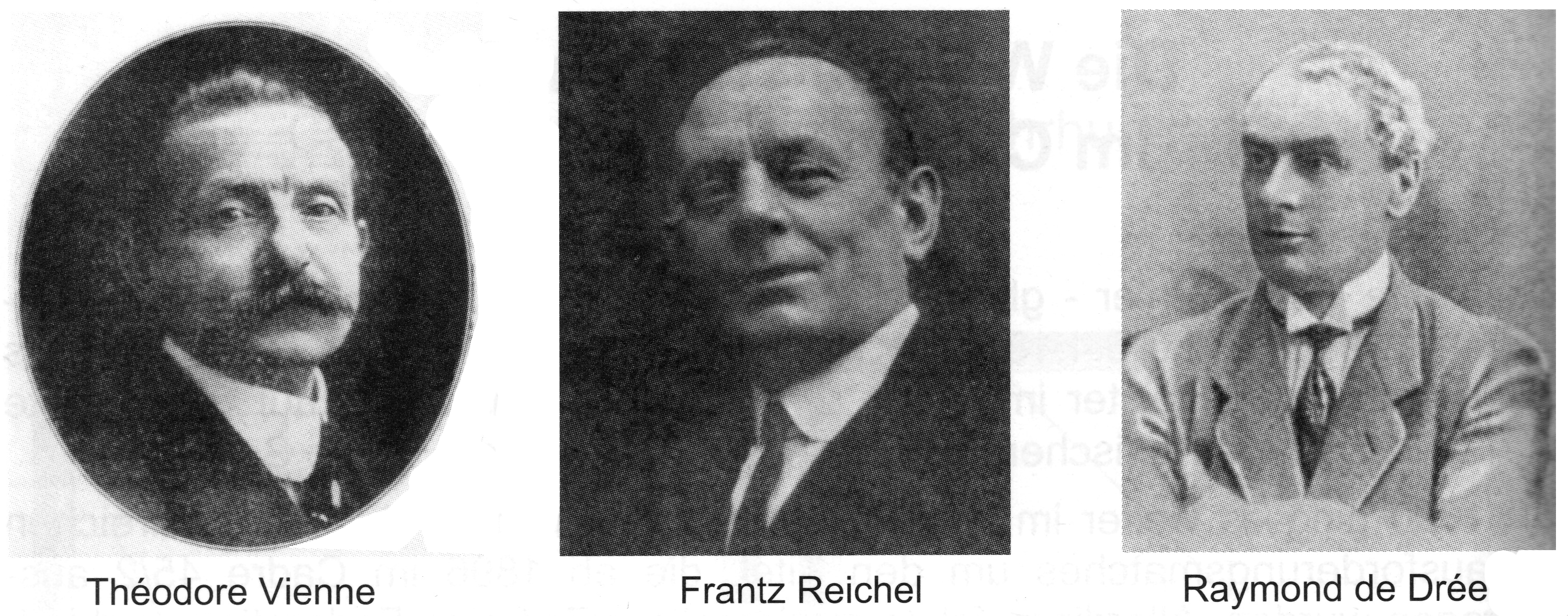
Der Vorstand der FSFAB

Schon nach drei Tagen kam es aufgrund von Unstimmigkeiten über das Regelwerk und der Definition des Amateurstatus von Spielern zum Eklat, woraufhin Reichel und Vienne die FSFAB verließen und zwei Monate später den Verband Fédération Française de Billard (FFB) gründeten. Eine Dekade lang existierten beide Verbände parallel, beide richteten Weltmeisterschaften aus und beide schlossen Spieler des jeweils anderen Verbandes von der Teilnahme bei „ihrer“ WM aus. Solcherlei Querelen lassen sich im Billardsport bis in die heutige Zeit ausmachen. So geschehen in den 1980er- und 1990er-Jahren zwischen der UMB und der BWA, 2019 zwischen erstgenanntem und der im März des Jahres neu gegründeten koreanischen Professional Billiards Association (PBA).
Um an den jeweiligen Weltmeisterschaften teilnehmen zu dürfen, mussten ausländische Spieler, die FSFAB kooperierte auch mit dem US-amerikanischen Verband „National Association of Amateur Billiard Players“ (NAABP, weltweit ältester Amateurverband; gegründet 1899), Mitglied des jeweiligen Verbandes werden. Aus Deutschland waren dies unter anderem Albert Poensgen und Hellmuth Kux, die sich der FSFAB anschlossen. Die FSFAB richtete die Weltmeisterschaften 1903 noch im Cadre 35/2 auf dem Matchbillard aus (zu der Zeit durchaus noch üblich), erst 1906 wurde Cadre 45/2 gespielt. Die FFB setzte von vornherein auf Cadre 45/2.

Nach Gesprächen kam es am 19. Dezember 1913 zur Vereinigung beider Verbände und zur Neugründung als „Fédération Française des Amateurs de Billard“ (FFAB). Laut den damals getroffenen Vereinbarungen wurden nur die Weltmeisterschaften der FFB als „offizielle Weltmeisterschaften“ tituliert, obwohl die FSFAB die stärkeren Spieler auf sich vereinigte und bei ihr ab 1909 die meisten Nationen vertreten waren. Sie ging, im Gegensatz zur FFB, auch Kooperationen mit anderen Verbänden ein und war stets bemüht einen Weltverband aufzubauen. Als Grund dafür wurde die Eintragung des Namens „Championat du Monde“ (Weltmeisterschaft) bei französischen Gerichten angeführt, die FFB besaß damit die Namensrechte. Allein de Drée war noch von der FSFAB im Vorstand des neuen Verbandes aktiv vertreten, Vienne war „nur inaktiver Ehrenpräsident“, Reichel war gar nicht mehr vertreten. Die FFAB strebte nach einer Internationalisierung, hin zum Weltverband, doch der Erste Weltkrieg machte diese Pläne zunichte.

### 1923 bis 1959

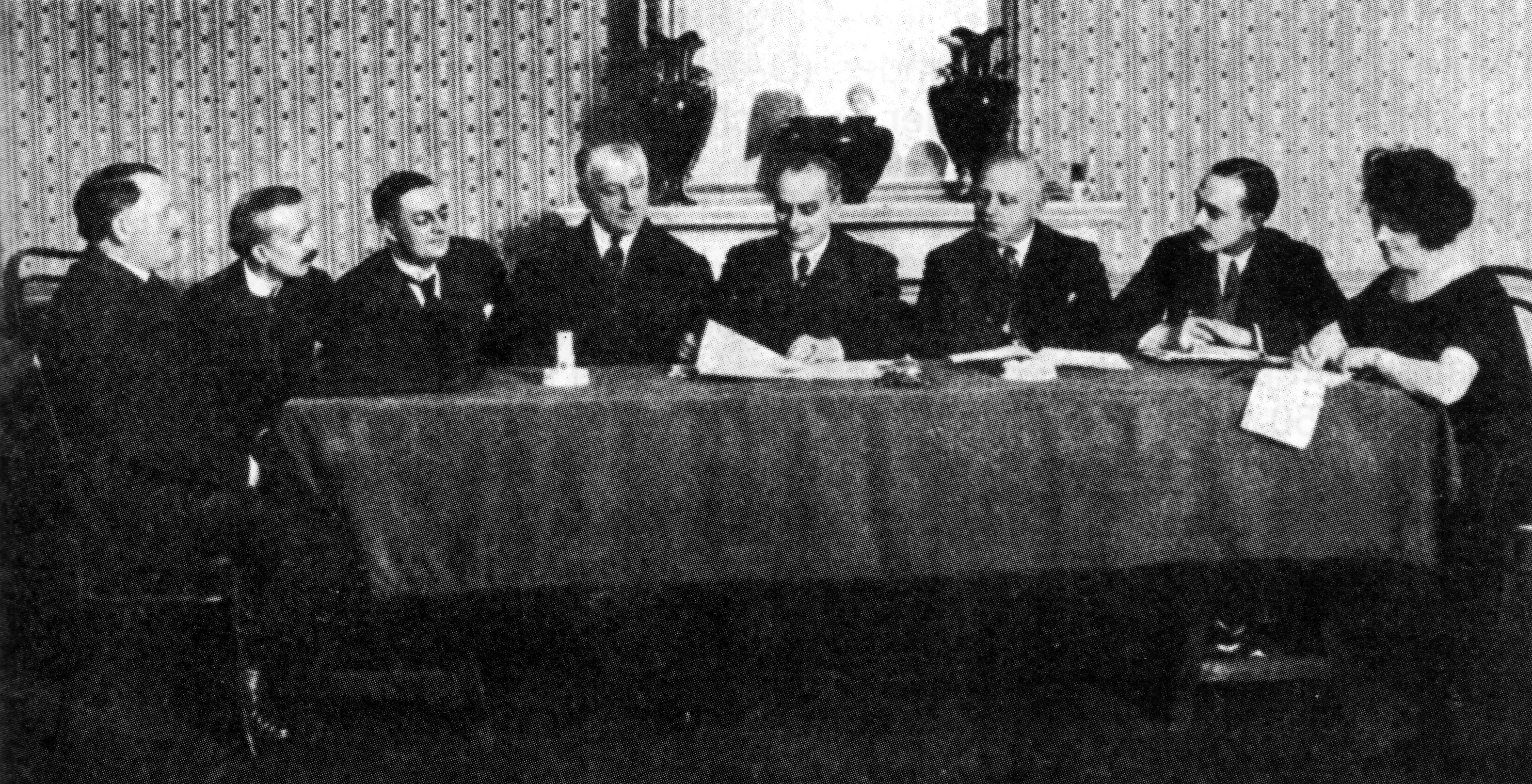
Die FIAB-Gründungsmitglieder am 16. Dezember 1923 im Brüsseler „Café Manix“. (v.l.) Alexandre Avé (FRA), Rudolphe Agassiz (SUI), Hans Jenny (SUI), Charles Faroux (FRA), Raymond (Comte) de Drée (FRA), Ferdinand Denis (BEL), Joseph Bauart (BEL), unbekannte Protokollantin

Erst eine Dekade später, am 16./17. Dezember 1923 gründete man im Brüsseler „Café Marnix“ mit der „Fédération Internationale des Amateurs de Billard“ (FIAB) einen Weltverband. Erstmals war damit ein Dachverband zur Organisation von Welt- und Europameisterschaften geschaffen. Kaum ein Jahr später nannte man diesen am 30./31. Oktober 1924 in „Union Internationale des Fédération des Amateurs de Billard“ (UIFAB) um. Zu einer erneuten Umbenennung kam es am 1. Juni 1959 in die heutige Union Mondiale de Billard (UMB). Grund hierfür waren erneut Querelen, diesmal vom damaligen Präsidenten Charles Faroux und anderen Vorstandsmitgliedern verursacht. Die Spannungen betrafen vor allem die nationalen Verbände von Deutschland, Belgien und den Niederlanden, die in deren Folge am 18./19. August 1956 die Fédération Internationale de Billard (FIB), zur Ausrichtung eigener Europameisterschaften, gründeten. Daraufhin war eine Auflösung der UIFAB nicht mehr aufzuhalten und am 12. Juli 1958 wurde zunächst der europäische Kontinentalverband Confédération Européenne de Billard (CEB) gegründet und ein knappes Jahr später dann der jetzige Weltverband UMB.

## Sonstiges
Bei der FSFAB spielte man die ersten beiden Turniere noch im Cadre 35/2 am Matchbillard und wechselte dann 1906 zum Cadre 45/2. Stärkster Spieler war der Franzose Lucien Rérolle, der nicht nur die erste WM 1903 (FFB) gewann, sondern auch die WM 1904 bis 1907 und 1909 der FSFAB gewann. Den Rekord im Generaldurchschnitt (GD) hielt der ebenfalls aus Frankreich stammende Alfred Mortier mit 23,72. Die Weltmeisterschaften der FFB konnten nur mit deutlich niedrigeren Durchschnitten aufwarten, da die bessern Spieler im anderen Verband beheimatet waren. An der FFB-WM 1913, kurz vor der Vereinigung der beiden Organisationen, durften aber schon Spieler der FSFAB teilnehmen.
Eine Besonderheit prägte die Weltmeisterschaften zwischen 1903 und 1925. Nach US-amerikanischem Vorbild durften der Turnierzweite oder -dritte den Sieger zu einem Herausforderungsmatch auffordern. Dies musste innerhalb eines halben Jahres nach Turnierbeendigung stattfinden. Die Herausforderungsturniere gingen über drei Abschnitte, über mehrere Tage verteilt. 1908 spielte man bei der FSFAB auf 1.200 Punkte, bei der FFB 1910 und 1912 ebenfalls, zwischen 1923 und 1925 wurde dann teilweise auch auf 1.500 Punkte gespielt.
Bis zum Zweiten Weltkrieg wurde, mit Ausnahme des Ersten Weltkrieges, jedes Jahr eine Weltmeisterschaft gespielt. Als man 1947 wieder die erste WM nach dem Krieg spielte, ging diese Kontinuität verloren und es wurden bis zur wahrscheinlich letzten WM 2003 nur insgesamt 11 Turniere ausgetragen. Auch wurden die Partiedistanzen drastisch gesenkt (400 Punkte) um die Turniere an einem Wochenende (Fr.–So.) ausspielen zu können. Beim letzten Turnier 2003 war die Partiedistanz nur noch 300 Punkte. Rekordsieger ist der Belgier Théo Moons mit 5 Goldmedaillen, eine Medaille mehr hatte nur Lucien Lérolle, zählt man die „inoffiziellen“ WM der FSFAB hinzu.
Erst 1927, es wurden schon 25 Jahre Cadre-WM ausgetragen, entschloss sich die UIFAB zur Ausrichtung der ersten Freie-Partie-Weltmeisterschaft, einer Disziplin, der sich die Professionals schon 1880 abgewandt hatten, weil sie mit Höchstserie (HS) von 1.500 Punkten zu langweilig für die Zuschauer und zu anstrengend für die Spieler geworden war. Auch die Vergrößerung des Eckenabstriches 1948, ein eigentlich schon seit 1879 übliches Maß bei den Professionals, verhalf dem Spiel zu keiner weiteren Spannung und so wurde 1969 die letzte WM gespielt.
Die erste Ausrichtung der Einband-Weltmeisterschaft ließ noch länger auf sich warten. Erst 1934 fand diese in Vichy statt, die Profis hatten ihre erste WM schon 1881 in New York ausgerichtet. Nach vier Turnieren gab es zunächst keine weiteren Pläne für Weltmeisterschaften seitens der UIFAB, erst mehr als 30 Jahre später richtete dann die UMB 1968 die nächste WM aus.
Über eine Dreiband-Weltmeisterschaft wurde erstmals schon 1913 nachgedacht, es ist aber nicht bekannt, ob sie stattfand. Bekannt war zu der Zeit nur die „Championnat Parisienne aux Trois Bandes“. 1928 waren die Pläne so weit vorangeschritten, dass die erste WM in Reims abgehalten wurde. Bis zum Krieg fand sie jährlich statt, danach musste sie sich erst langsam wieder etablieren. Ab 1959 konnte die UMB dann wieder jährlich austragen.